# Präludium und Fuge H-Dur BWV 868 (Das Wohltemperierte Klavier, I. Teil)
Präludium und Fuge H-Dur, BWV 868, bilden ein Werkpaar im 1. Teil des Wohltemperierten Klaviers, einer Sammlung von Präludien und Fugen für Tasteninstrumente von Johann Sebastian Bach.

## Präludium
Der liebliche, gesangliche Charakter dieser dreistimmigen Invention unterscheidet sich grundlegend von ihrem düsteren, pathetisch-gewichtigen Vorgänger in b-moll, so dass eine unmittelbare Aufeinanderfolge bei zyklischer Wiedergabe des Gesamtwerks wenig sinnvoll erscheint. Bei näherem Hinsehen wird der exakt symmetrische Aufbau erkennbar. Das Stück ist in vier Teile gegliedert. Der erste Teil umfasst fünf Takte und schließt mit einer Kadenz in der Dominante Fis-Dur. In Takt 6 wird das Hauptmotiv im Bass aufgenommen. Nach viereinhalb Takten folgt eine Wendung in die Tonikaparallele gis-Moll. In der Mitte des Stücks, in Takt 10, erklingt ein neues, ebenfalls kantables Motiv mit vier Achtelnoten, das im nächsten Takt sequenziert wird. Dieser dritte Teil kehrt nach ebenfalls viereinhalb Takten zur Tonika H-Dur zurück, die wiederum fünf Takte umfasst. In den letzten drei Takten verdichtet sich der Satz auf vier, im Schlussakkord sogar auf fünf Stimmen. Diese Satzverdichtung sollte jedoch unaufdringlich interpretiert werden, um den friedlichen Charakter des Stückes beizubehalten, der durch die ausgeterzten Viertelnoten in Takt 17 sowie durch das gleichzeitige Erklingen des Kopfmotivs und dessen Umkehrung im folgenden Takt noch verstärkt wird.

## Fuge
Mehr als bei anderen Beispielen aus dem Wohltemperierten Klavier hängt diese Fuge mit dem vorangehenden Präludium zusammen: schon die ersten vier Noten des Themas entsprechen dem Anfang des Präludiums. Auch in der Fuge überrascht der harmonisch ausgewogene, symmetrische Aufbau. Die Symmetrie ist bereits im Ambitus des Themas angelegt, der den Tonika-Grundton mit zwei Quarten umrahmt: fis-h- e1. Das vierstimmige Werk besteht aus zwei gleich langen Teilen von je 17 Takten. Jeder Teil enthält eine vollständige Durchführung sowie eine, die nur aus zwei Einsätzen besteht: im ersten Teil von Tenor und Alt (Takt 11 und 16), im zweiten Teil von Alt und Sopran (Takt 29 und 31). Bemerkenswert ist der Themeneinsatz in Takt 24 mit einer verminderten (statt der reinen) Quinte, verbunden mit einer Wendung nach cis-Moll. Andererseits ermöglicht das Thema mit seinen zahlreichen Sekundschritten Umkehrungen, die von Bach jedoch nur zweimal ausgeschöpft werden: erstmals wird auf diese Weise die Fugenmitte in der Oberstimme in Takt 18 markiert, zwei Takte später erfolgt die zweite Umkehrung im Alt. Reizvoll und ebenso selten wie bemerkenswert ist zudem der ausklingende Dreiklang in der Terzlage. Dieser Abschluss erlaubt ein vorbereitendes Ritardando, zu dem auch der kleine Dialog im vorletzten Takt einlädt, der demjenigen im Präludium vergleichbar ist.